# Canal latéral à l'Oise

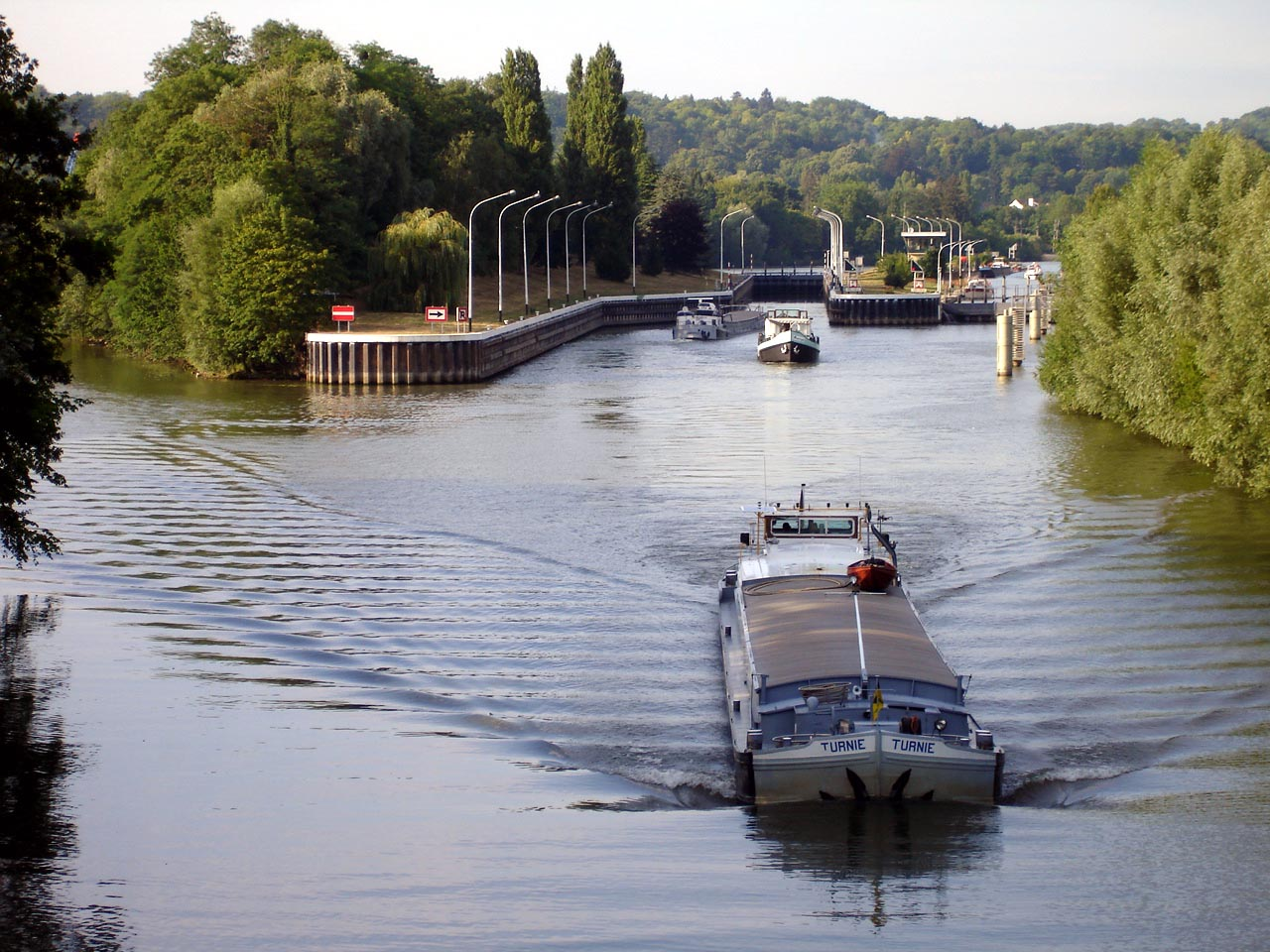
Canal latéral à l’Oise bij L'Isle-Adam

Het Canal latéral à l'Oise is een kanaal in het oosten van Picardië in Frankrijk. 
Het kanaal volgt de loop van de Oise over 34 km en verbindt het Kanaal van Saint-Quentin bij Chauny met de gekanaliseerde Oise aan de rivierhaven van Janville, ten noorden van Compiègne. Het niveauverschil bedraagt 10m. Bij Abbécourt is er een kruising met het Canal de l'Oise à l'Aisne.

## Geschiedenis
De bouw werd aangevat in 1823 en voltooid in 1831 volgens het Becquey-gabariet, maar werd tegen 1883 aangepast aan het Freycinet-gabariet. De beslissing tot de bouw van het Canal du Nord in 1913, waarmee het een gemeenschappelijk traject heeft, maakte een belangrijke herbouw noodzakelijk met de uitbouw van de 4 sluizen tot 90x6,5m.
De bouw van het Kanaal Seine-Noord Europa zal een grote invloed hebben op dit kanaal.

## Gemeenten langs het kanaal
- Chauny
- Abbécourt
- Pont-l’Évêque
- Noyon
- Ribécourt-Dreslincourt
- Thourotte
- Janville
- Longueil-Annel